# Enkesen im Klei
Enkesen im Klei ist ein Ortsteil der Gemeinde Bad Sassendorf im Kreis Soest. Er ist nicht zu verwechseln mit Enkesen im Bruch im Westen von Soest.
Enkesen im Klei liegt etwa zehn Kilometer östlich von Soest. Der Ort liegt in der Nähe der A44 und der B1. Der Ort ist ein Haufendorf, Haupterwerbszweig ist die Landwirtschaft. Hier gibt es einen flachgründigen Tonboden, unter einer dünnen Humusschicht beginnen Kalk- und Sandsteinschichten. Viel Niederschlag ist erforderlich, um guten Ertrag zu erwirtschaften.

## Geschichte
Erstmals urkundlich erwähnt wurde der Ort am 18. Mai 1229 in einer Urkunde des Erzbischofs Heinrich von Köln. Die Güter Ekdrop (Echtrop), Sewardinchusen (Seringhausen) und Emmenchinchusen (Enkesen) wurden in diesem Schreiben vom Besitz eines Heinrich Hachen an das Kloster Oelinghausen übereignet.
Am 1. Juli 1969 wurde Enkesen im Klei nach Bad Sassendorf eingemeindet.

## Wappen

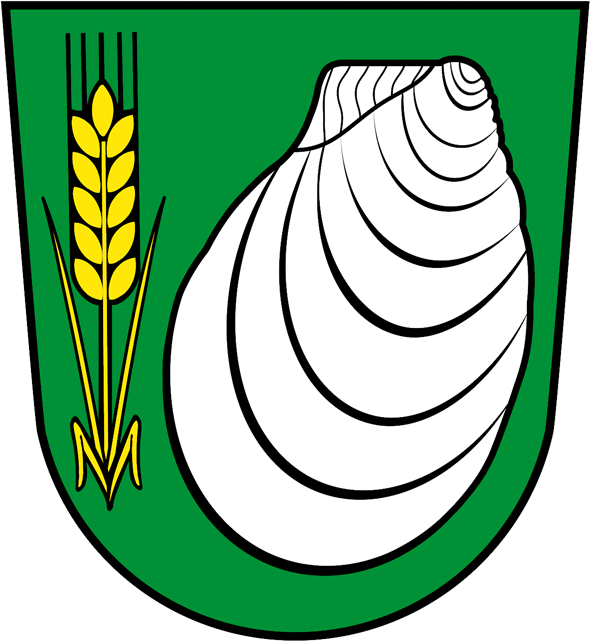
Ortswappen von Enkesen im Klei

Blasonierung: „In Grün neben einer goldenen Ähre an beblättertem Halm eine silberne Kreidemuschel (Inoceramus lamarcki).“
Das Wappen von Enkesen im Klei ist das erste Wappen eines nicht selbstständigen Ortsteils in Nordrhein-Westfalen, das unter der Registratur 2 NW am 3. Januar 2012 in die Deutsche Ortswappenrolle des HEROLD eingetragen und dokumentiert wurde. Gestiftet wurde es vom Heimatverein Enkesen im Klei e.V., um es als Symbol der örtlich-lokalen Identität außerhalb von Amtshandlungen zu führen. Die Gestaltung übernahm der Kommunalheraldiker Jörg Mantzsch, der es zur Beurkundung führte.
Das Wappen reflektiert den Namenszusatz „im Klei“ mit der Kreidemuschel (Inoceramus lamarcki) und den Bezug zur Landwirtschaft als Haupterährungszweig vieler Generationen mit der beigestellte Ähre, die im Gegensatz zur Muschel nicht als konkrete Getreideart angesprochen wird. Der grüne Schild verweist nicht nur auf die naturelle Umgebung des Ortes, sondern auch auf den in der Region abgebauten grünen Sandstein, der Baumaterial der Soester Kirchen war.